# Landesregierung Haider II
Die Landesregierung Haider II bildet die Kärntner Landesregierung ab ihrer Wahl am 8. April 1999 bis zum Ende der Gesetzgebungsperiode am 31. März 2004.

## Wahl
Die Landesregierung wurde nach der Landtagswahl 1999 gewählt, bei der die FPÖ als mandatsstärkste Partei hervorgegangen war. Dies ermöglichte es dem ehemaligen Landeshauptmann Jörg Haider (FPÖ) erneut zum Landeshauptmann gewählt zu werden. Nachdem die ÖVP bei der Wahl zum Landeshauptmann auf eine Stimmabgabe verzichteten, ermöglichten sie die Wahl Haiders mit 16 gültigen Stimmen. Sein Gegenkandidat, der SPÖ-Abgeordnete Herbert Schiller konnte 12 Stimmen auf sich vereinen. In der Folge wurde Mathias Reichhold mit 16 gültigen von 35 abgegebenen Stimmen zum Ersten Landeshauptmann-Stellvertreter, Herbert Schiller erhielt bei seiner Wahl zum Zweiten Landeshauptmann 16 gültige von 35 abgegebenen Stimmen. Bei der
Wahl der Landesräte wurden jeweils 36 Stimmen abgegeben, von denen Karl Pfeifenberger (FPÖ) 16 gültige Stimmen erhielt, Adam Unterrieder (SPÖ) erhielt 18 gültige Stimmen, Gabriele Schaunig-Kandut (SPÖ) 14 gültige Stimmen und Georg Wurmitzer (ÖVP) 11 gültige Stimmen.

## Regierungsmitglieder
| Amt                                          | Name                     | Partei | Referate |
| -------------------------------------------- | ------------------------ | ------ | -------- |
| Landeshauptmann                              | Jörg Haider              | FPÖ    |          |
| 1. Landeshauptmann-Stellvertreter            | Mathias Reichhold        | FPÖ    |          |
| 2. Landeshauptmann-Stellvertreter, Landesrat | Herbert Schiller         | SPÖ    |          |
| Landesrat                                    | Karl Pfeifenberger       | FPÖ    |          |
| Landesrätin                                  | Gabriele Schaunig-Kandut | SPÖ    |          |
| Landesrat                                    | Adam Unterrieder         | SPÖ    |          |
| Landesrat                                    | Georg Wurmitzer          | ÖVP    |          |